# Matthias Matschke

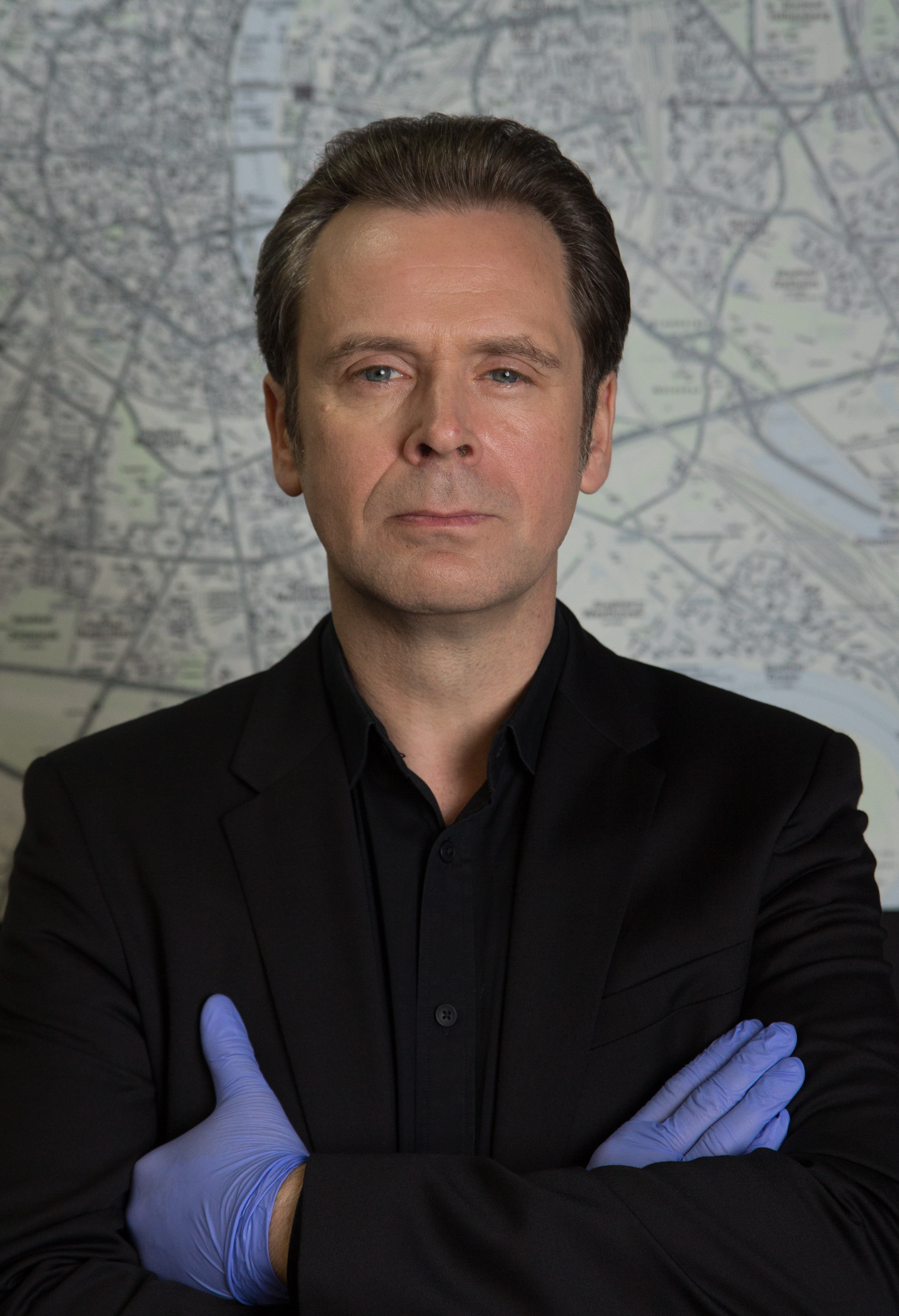
Matthias Matschke am Set der ZDF-Krimiserie Professor T. (2017)

Matthias Matschke (* 17. Oktober 1968 in Marburg) ist ein deutscher Schauspieler, Autor sowie Hörspiel- und Hörbuchsprecher.

## Leben
Matthias Matschke wurde als Sohn eines diplomierten Ingenieurs und einer Religionslehrerin in Marburg geboren und wuchs im Dorf Hahn (heute zu Ober-Ramstadt) bei Darmstadt auf. Bevor Matthias Matschke Schauspieler wurde, ging er auf das Ludwig-Georgs-Gymnasium in Darmstadt; danach studierte er die Fächer Deutsch und Religion auf Lehramt. Vor der Aufnahme dieses Studiums war er an der Otto-Falckenberg-Schule in München abgelehnt worden.
Im Alter von 24 Jahren wechselte Matschke an die Hochschule der Künste in Berlin und machte dort 1996 seinen Abschluss. Es folgten Engagements am Schauspiel Frankfurt, wo er in Arthur Schnitzlers Das weite Land mitwirkte, und 1996 an der Volksbühne Berlin.
Bei der Bühnenversion von Billy Wilders Film Eins, zwei, drei führte Matschke 2004 Regie. Als Schauspieler wirkte er u. a. in den Kinofilmen LiebesLuder (2000) von Detlev Buck und der Verfilmung des Romans Soloalbum (2002) mit. 2007 war er in Warum Männer nicht zuhören und Frauen schlecht einparken, in Tobi Baumanns Vollidiot und in Vanessa Jopps Weihnachtskomödie Meine schöne Bescherung auf der Kinoleinwand sowie 2009 in dem ProSieben-Thriller Killerjagd. Töte mich, wenn du kannst im Fernsehen zu sehen.
Von 2005 bis 2020 spielte Matschke in der Comedy-Serie Pastewka Bastian Pastewkas Halbbruder Hagen. Von 2003 bis 2013 gehörte er auch zum Ensemble der Sketch-Sendung Ladykracher.
Matschke spielt seit der Saison 2010/11 im Wiener Burgtheater in Der ideale Mann und war 2012–2013 im Akademietheater Wien als Leiter des Fortgangs in Einige Nachrichten an das All zu sehen.
Seit Oktober 2015 tritt Matthias Matschke als „Dr. Matthias Matschke“ in der satirischen Nachrichtensendung heute-show auf. Ebenfalls war er ab Oktober 2015 Bestandteil des Ensembles der Sketch-Comedy-Serie Sketch History, in der historische Ereignisse parodiert wurden. Matschke schlüpfte dort unter anderem in die Rollen von Ludwig van Beethoven, Joseph Goebbels und John F. Kennedy.
Seine Tochter Maria Matschke Engel ist ebenfalls Schauspielerin.

## Filmografie (Auswahl)
- 1999: Sonnenallee
- 2000: LiebesLuder
- 2001: Was tun, wenn’s brennt?
- 2001: Boran
- 2002: Kolle – Ein Leben für Liebe und Sex
- 2003: Wolfsburg
- 2003: Die Frau des Architekten
- 2003: Soloalbum
- 2003–2013: Ladykracher (Fernsehserie, 45 Folgen)
- 2004: Der letzte Zeuge (Fernsehserie, Folge Der Albtraum)
- 2005–2020: Pastewka (Fernsehserie, 76 Folgen)
- 2005: Tatort: Ein Glücksgefühl (Fernsehreihe)
- 2005: Tatort: Wo ist Max Gravert?
- 2006: Vier Töchter
- 2007: Warum Männer nicht zuhören und Frauen schlecht einparken
- 2007: Vollidiot
- 2007: Mein Führer – Die wirklich wahrste Wahrheit über Adolf Hitler
- 2007, 2014: Der Kriminalist (Fernsehserie, 2 Folgen)
- 2007: Meine schöne Bescherung
- 2007: Afrika, mon amour
- 2007: Kommissar Stolberg (Fernsehserie, Folge Die letzte Vorstellung)
- 2008: Tatort: Ausweglos
- 2009: Da kommt Kalle (Fernsehserie, Folge Mutproben)
- 2009: Killerjagd. Töte mich, wenn du kannst
- 2009: SOKO Köln (Fernsehserie, Folge Bauerntod)
- 2009: Tatort: Rabenherz
- 2009: Die zwei Leben des Daniel Shore
- 2010: Boxhagener Platz
- 2011: Die Wochenshow (8 Folgen)
- 2011: Resturlaub
- 2011: Scharfe Hunde (Pilotfilm)
- 2012: Flemming: Das Spiel der Füchse
- 2013: Die Bücherdiebin
- 2013: Ein starkes Team: Prager Frühling (Fernsehreihe)
- 2014: Grand Budapest Hotel
- 2014–2015: Helen Dorn (Fernsehreihe)
  - 2014: Das dritte Mädchen
  - 2014: Unter Kontrolle
  - 2015: Bis zum Anschlag
  - 2015: Der Pakt
- 2014: Das Zeugenhaus
- 2014: Friesland: Mörderische Gezeiten (Fernsehreihe)
- 2015: SCHULD nach Ferdinand von Schirach (Fernsehserie, Folge Der Andere)
- 2015: Letzte Spur Berlin (Fernsehserie, Folge Verwandelt)
- 2015: Ein Mord mit Aussicht
- 2015: Unterm Radar
- 2015–2019: Sketch History
- 2015: Der verlorene Bruder
- 2015: Der Fall Barschel
- 2016: Tatort: Der treue Roy
- 2016–2019: Polizeiruf 110 (Fernsehreihe)
  - 2016: Endstation
  - 2017: Dünnes Eis
  - 2018: Starke Schultern
  - 2018: Crash
  - 2019: Zehn Rosen
  - 2019: Mörderische Dorfgemeinschaft
- 2016: Winnetou – Der Mythos lebt (Fernsehdreiteiler)
- 2017–2020: Professor T. (Fernsehserie)
- 2018: Südstadt
- 2018: Getrieben
- 2020: Kranke Geschäfte
- 2020: Altes Land (Fernsehfilm)
- 2020: Neues aus Büttenwarder (Fernsehserie, Folge Der Tod ist ein sturer Arsch)
- 2021–2024: Der Palast (Fernsehserie, 12 Folgen)
- 2022: Tatort: Liebeswut (Fernsehreihe)
- 2022: Die Geschichte der Menschheit – leicht gekürzt
- 2023: Wir sind die Meiers (Fernsehserie)
- 2024: Ungeschminkt (Fernsehfilm)
- 2024: Die stillen Mörder
- 2024: Ein Sommer an der Côte d’Azur (Fernsehreihe)

## Theater (Auswahl)
- 1994: Amphitryon von Heinrich von Kleist als Sosias, Koop Theater am Hebbel am Ufer (Regie: Johannes Grebert)
- 1995: Baader Remix ’95 von Johannes Grebert als Fahnder, Koop Theater am Hebbel am Ufer (Regie: Johannes Grebert)
- 1996: Moby Dick von Tim Staffel nach Herman Melville als Ismael am Hebbel am Ufer (Regie: Johannes Grebert)
- 1996–1997: Zement von Heiner Müller als Maschinenmann an der Volksbühne Berlin (Regie: Andreas Kriegenburg)
- 1996–1997: Triumph der Empfindsamkeit von Johann Wolfgang von Goethe als Merkulo an der Volksbühne Berlin (Regie: Stefan Bachmann)
- 1997–1998: Ums nackte Leben nach Sydney Pollack als Matthias an der Volksbühne Berlin (Regie: Michael Talke)
- 1997–2000: Trainspotting von Harry Gibson und Irvine Welsh als Matthias und Evanan der Volksbühne Berlin (Regie: Frank Castorf)
- 1998–1999: Drei Schwestern von Anton Tschechow als Fedotik an der Volksbühne Berlin (Regie: Christoph Marthaler)
- 1998–1999: Flashback von Stefan Pucher als Matthias an der Volksbühne Berlin (Regie: Stefan Pucher)
- 1998–1999: Pariser Leben von Jacques Offenbach als Bobinet am Burgtheater Wien und an der Volksbühne Berlin (Regie: Christoph Marthaler)
- 1998–2002: Die schmutzigen Hände von Jean-Paul Sartre als Hugo an der Volksbühne Berlin (Regie: Frank Castorf)
- 1999–2001: Rosenkriege 1–8 Richard II. Das Eigentum von William Shakespeare als Prinz Heinrich an der Volksbühne Berlin (Regie: Frank Castorf)
- 1999–2001: Rosenkriege 1–8 Richard II. Die Lohnarbeiter von William Shakespeare als Prinz Heinrich an der Volksbühne Berlin (Regie: Gabriele Gysi)
- 1999–2001: Rosenkriege 1–8 Richard II. Der Verrat von William Shakespeare als Prinz Heinrich an der Volksbühne Berlin (Regie: Karin Henkel)
- 1999–2001: Zur schönen Aussicht von Ödön von Horváth als Max bei den Salzburger Festspielen und am Schauspielhaus Zürich (Regie: Christoph Marthaler)
- 2000: Matschkes Spiegelkabinett von Matthias Matschke und Johannes Grebert als Matthias an der Volksbühne Berlin (Regie: Matthias Matschke und Johannes Grebert)
- 2000–2001: Caligula – Das obszöne Werk von Frank Castorf nach Georges Bataille als Scipio an der Volksbühne Berlin (Regie: Frank Castorf)
- 2000–2002: Endstation Amerika nach Tennessee Williams als Steve Hubbel an der Volksbühne Berlin (Regie: Frank Castorf)
- 2001: Der Sturm von William Shakespeare als Stefano am Schauspielhaus Hamburg (Regie: Jan Lauwers)
- 2001–2006: Die Zehn Gebote von Raffaele Viviani als Italiener an der Volksbühne Berlin (Regie: Christoph Marthaler)
- 2002–2003: Goldene Zeiten von Richard Dresser als Phil an der Schaubühne Berlin (Regie: Thomas Ostermeier)
- 2003–2004: Lieber nicht von Christoph Marthaler und Stephanie Carp als Pianoverkäufer an der Volksbühne Berlin (Regie: Christoph Marthaler)
- 2003–2005: Groundings von Christoph Marthaler und Stephanie Carp als Vorstandsmitglied am Schauspielhaus Zürich (Regie: Christoph Marthaler)
- 2004: Eins, zwei, drei von Ferenc Molnár als MacNamara am Hebbel am Ufer (Regie: Matthias Matschke und Johannes Grebert)
- 2004: Gesäubert von Sarah Kane als Tinker an der Schaubühne Berlin (Regie: Benedict Andrews)
- 2004–2005: Dantons Tod von Georg Büchner als Camille am Schauspielhaus Zürich (Regie: Christoph Marthaler)
- 2004–2006: Eldorado von Marius von Mayenburg als Anton an der Schaubühne Berlin (Regie: Thomas Ostermeier)
- 2005–2006: Der Marterpfahl von Heinrich von Gagern als Der wilde Deutsche an der Volksbühne Berlin (Regie: Frank Castorf)
- 2005–2006: Turista von Marius von Mayenburg als Hermann an der Schaubühne Berlin (Regie: Luk Perceval)
- 2005–2008: Die Fruchtfliege von Christoph Marthaler und Stephanie Carp als Wissenschaftler an der Volksbühne Berlin (Regie: Christoph Marthaler)
- 2006–2008: Geschichten aus dem Wiener Wald von Ödön von Horváth als Rittmeister an der Volksbühne Berlin (Regie: Christoph Marthaler)
- 2009–: Dritte Generation von Yael Ronen als Matthias am Habima Tel Aviv und an der Schaubühne Berlin (Regie: Yael Ronen)
- 2011–2014: Die Heimkehr des Odysseus von Claudio Monteverdi als Telemach an der Schaubühne Berlin (Regie: David Marton)
- 2011–2015: Der ideale Mann von Elfriede Jelinek nach Oscar Wilde als Lord Goring am Akademietheater Wien (Regie: Barbara Frey)
- 2012–2013: Einige Nachrichten an das All von Wolfram Lotz als Leiter des Fortgangs am Burgtheater Wien (Regie: Antú Romero Nunes)

## Hörspiele
- 1997: Jenny Reinhardt: Malwine und Herr Kast – Regie: Stefan Dutt (Kinderhörspiel – DLR)
- 2000: Jenny Reinhardt: Das Nordseeschwein – Regie: Beatrix Ackers (Hörspiel – DLR)
- 2001: Steffen Thiemann:  Nichtschwimmercafé – Regie: Christiane Ohaus (Hörspiel – NDR)
- 2001: Norbert Zähringer: Die kleinen und die Bösen – Regie: Annette Berger (Hörspiel – DLR)
- 2002: Andreas Knaup:  Genopoly – Regie: Robert Matejka (Hörspiel – DLR)
- 2002: Peter Steinbach: Die wunderbare Welt des Jean-Henri Fabre – Regie: Marguerite Gateau (Hörspiel (12 Teile) – DLR)
- 2004 Erwin Koch: Sara tanzt – Regie: Gottfried von Einem (Hörspiel – Saarländischer Rundfunk)
- 2006: Philippe Bruehl: Toulouse Confidential – Regie: Philippe Bruehl (Hörspiel – SWR)
- 2008: Stefan Weigl: Moment, das wird Sie interessieren – Telefonhotline-Elend – Regie: Thomas Wolfertz (Hörspiel – WDR)[4]
- 2008: Maraike Wittbrodt: Glücksbrief – Regie: Beatrix Ackers (Kinderhörspiel – DKultur)
- 2010: Laila Stieler: Ick bin nu mal Friseuse (Berater) – Bearbeitung und Regie: Judith Lorentz. RBB
- 2010: Jakob Arjouni: Der heilige Eddy (Eddy) – Bearbeitung und Regie: Judith Lorentz. DKultur
- 2011: Jenny Reinhardt: Lina, König Faunfaun und der Bart des Katers – Regie: Klaus-Michael Klingsporn (Kinderhörspiel – DKultur)
- 2012: Thomas Fritz: Elf Wochen und ein Tag – Regie: Beatrix Ackers (DKultur)
- 2012: Hannelore Hippe: Die Tagebücher des Samuel Pepys – Regie: Götz Naleppa (DLF)
- 2013: E. M. Cioran: Vom Nachteil, geboren zu sein – Regie: Kai Grehn (Hörspiel – SWR)
- 2014: Tom Peuckert: Klassiker Europas – Regie: Oliver Sturm (Literarische Séance – RBB)
- 2017: Jocelyne Saucier: Ein Leben mehr. Deutschlandfunk Kultur
- 2023: 9 Millimeter – Autor: Lionel Spycher – Regie: Harald Krewer

## Hörbücher (Auswahl)
- 2018  Achtsam morden Autor Karsten Dusse, Verlag: Random House audio, Wilhelm Heyne Verlag (DE: Platin (Hörbuch-Award))[5]
- 2021  Irreführung der Behörden von Jurek Becker, Lesung, Regie: Matthias Thalheim, mp3CD, 7h 09min, Der Audio Verlag 2021, ISBN 978-3-7424-2159-3.
- 2022:  Charlie und die Schokoladenfabrik von Roald Dahl, der Hörverlag 2022, ISBN 978-3-8445-4628-6.
- 2023: Frankie von Jochen Gutsch/Maxim Leo, der Hörverlag 2023, ISBN 978-3-8445-4657-6
- 2024: Und dann gab's keines mehr von Agatha Christie, der Hörverlag 2024, ISBN 978-3-8445-3870-0 (Hörbuch-Download)
- 2025: Die großen Vier von Agatha Christie, der Hörverlag 2025, ISBN 978-3-8445-5414-4 (Ein Hercule Poirot Krimi)

## Bibliografie
- Falschgeld. Roman. Hoffmann und Campe, Hamburg 2022, ISBN 978-3-455-01463-1 (hrsg. auch als vom Autor gelesenes Hörbuch auf 1 MP3-CD, ISBN 978-3-98736-022-0).

## Auszeichnungen
- Deutscher Hörbuchpreis 2020 in der Kategorie „Beste Unterhaltung“ als Sprecher des Hörbuchs „Achtsam morden“ von Karsten Dusse[6]